# Лексикон библиотекарства
Лексикон библиотекарства је речник библиолошких појмова са изведеним пореклом начинима грађења и употребе, међусобним релацијама. Овај појам користи се и у значењу енциклопедије која представља за сваки појам акумулирано продубљено значење.